# Basilosaurus
A Basilosaurus az emlősök (Mammalia) osztályának párosujjú patások (Artiodactyla) rendjébe, ezen belül a Whippomorpha alrendbe, a cetfélék (Cetacea) alrendágába és a fosszilis Basilosauridae családba tartozó kihalt nem.

## Tudnivalók
A Basilosaurus volt az egyik legkorábban felfedezett ősi cetféle. Maradványait eleinte hüllőfosszíliáknak hitték, innen ered tudományos neve ("királyi gyík") is. Körülbelül 41-34 millió évvel ezelőtt élt az eocén korban. A paleogén egyik legnagyobb testű állata lehetett, testhossza elérte a 15-20 métert, tömege az 5,8-6,5 tonnát. Erősen megnyúlt, kígyószerű teste volt, hátsó végtagjai csökevényesen ugyan, de jelen voltak, és talán egyes kígyókhoz hasonlóan a párzásban játszhattak szerepet. A mellső végtag az úszólábúakéhoz hasonlóan még könyökízülettel rendelkezett. Az állat fogazata a modern cetfélékével ellentétben heterodont típusú volt, és valószínűleg képes volt a táplálék megrágására. Fogképlete:{\displaystyle {\tfrac {3.1.4.2}{3.1.4.3}}}. Anatómiája azt mutatja, hogy nem volt képes mélyre merülni, inkább a felszín közelében kereste táplálékát.
A Basilosaurus igen gyakori állat lehetett a Tethys-óceánban, és valószínűleg csúcsragadozónak számított. Egy kisebb termetű kontemporális cetféle, a Dorudon koponyáján felfedezték a Basilosaurus harapásának nyomait, mely egy lehetséges ragadozó-zsákmány kapcsolatra utal.

## Rendszerezés
A nembe az alábbi 2 faj tartozik:
- Basilosaurus cetoides Owen, 1839 - típusfaj
- Basilosaurus isis Andrews, 1904

## Lelőhelyek
Basilosaurus maradványokat fedeztek fel az Amerikai Egyesült Államokban, Egyiptomban (Fayum lelőhely), Marokkóban, Jordániában és Pakisztánban.